# 劉錄
劉録（1476年—1540年），字世臣，號亭湖，江西饒州府鄱陽縣人，軍籍。

## 生平
治《詩經》，行三十，由國子生中式弘治辛酉科（1501年）江西鄉試第八十四名舉人，年四十二歲中式嘉靖二年（1523年）癸未科會試第三十六名，第三甲第四十六名進士。官至工部主事。

## 家族
曾祖劉經，贈監察御史。祖父劉烈，左参政、贈太中大夫、資治少尹。父劉城，都察院右副都御史。嫡母董氏，封孺人；生母尤氏。永感下。兄鎮，義官；庸，贡士；釗；鏓，遇例千户。弟铸。